# Supercoupe de Bahreïn de football
La Supercoupe de Bahreïn de football est une compétition de football opposant le champion de Bahreïn au vainqueur de la coupe de Bahreïn, disputée en un match unique.

## Palmarès
| Année     | Vainqueur        | Score        | Finaliste        |
| --------- | ---------------- | ------------ | ---------------- |
| 2006      | Al Muharraq Club | 3 - 2        | Al Najma Club    |
| 2007      | Al Najma Club    | 3 - 2        | Riffa Club       |
| 2008      | Al Najma Club    | 1 - 0        | Busaiteen Club   |
| 2009-2012 | Non disputée     | Non disputée | Non disputée     |
| 2013      | Al Muharraq Club | 2 - 1        | Busaiteen Club   |
| 2014      | East Riffa       | 1 - 1 6-5tab | Riffa Club       |
| 2015      | Al Hidd Club     | 1 - 1 6-5tab | Al Muharraq Club |
| 2016      | Al Hidd Club     | 1 - 0        | Al Muharraq Club |
| 2017      | Manama Club      | 1 - 1 4-2tab | Malkiya          |
| 2018      | Al Muharraq Club | 2 - 2 4-3tab | Al Najma Club    |
| 2019      | Riffa Club       | 1 - 1 5-3tab | Manama Club      |
| 2020      | Non disputée     | Non disputée | Non disputée     |
| 2021      | Riffa Club       | 1 - 1 4-3tab | East Riffa       |
| 2022      | Al-Khaldiya SC   | 2 - 0        | Riffa Club       |

## Bilan par club
| Club             | Nombre de titres | Années           |
| ---------------- | ---------------- | ---------------- |
| Al Muharraq Club | 3                | 2006, 2013, 2018 |
| Riffa Club       | 2                | 2019, 2021       |
| Al Najma Club    | 2                | 2007, 2008       |
| Al Hidd Club     | 2                | 2015, 2016       |
| East Riffa       | 1                | 2014             |
| Manama Club      | 1                | 2017             |
| Al-Khaldiya SC   | 1                | 2022             |

## Source
- RSSSF